# Vụ nổ tại Nhà máy Z121 2013
Vụ nổ tại Nhà máy Z121 năm 2013 là một vụ nổ xảy ra vào khoảng 7 giờ 45 phút (UTC+07:00) ngày 12 tháng 10 năm 2013 tại Nhà máy Z121 trực thuộc Bộ Quốc phòng Việt Nam, địa phận quản lý của xã Phú Hộ thuộc huyện Thanh Ba ở tỉnh Phú Thọ tại Việt Nam.

## Vụ nổ
Vào khoảng gần 8h sáng 13/10, nhiều tiếng nổ lớn phát ra từ nhà  Z4, thuộc Nhà máy Z121 (Thanh Ba, Phú Thọ), sau vài giờ phát nổ, toàn bộ khu vực nhà máy rộng cả chục nghìn mét với nhiều xưởng sản xuất bị phá hủy, hàng chục nhà dân trong vòng bán kính trên 3km bị ảnh hưởng, sập mái vỡ kính.
Ngay sau khi nhận được tin, Bộ Quốc phòng đã cử Thượng tướng Trương Quang Khánh, Thứ trưởng Bộ Quốc phòng; Trung tướng Nguyễn Đức Lâm, Chủ nhiệm Tổng Cục Công nghiệp Quốc phòng xuống nhà máy cùng với Trung tướng Dương Đức Hòa, Ủy viên Trung ương Đảng, Tư lệnh Quân khu 2 phối hợp với cấp ủy, chính quyền địa phương tổ chức các lực lượng khẩn trương khắc phục sự cố, cấp cứu người bị nạn. 

## Hậu quả

### Thương vong
Vụ nổ khiến 24 người chết và gần 100 khác bị thuơng.
Đây là danh sách các nạn nhân không qua khỏi:
1. Ngô Quang Tài (xã Phú Hộ, thị xã Phú Thọ, Phú Thọ)
2. Hà Thị Hạnh (xã Phú Hộ, thị xã Phú Thọ, Phú Thọ)
3. Trần Thị Lan Hương (xã Phú Hộ, thị xã Phú Thọ, Phú Thọ)
4. Hà Duy Đông (xã Phú Hộ, thị xã Phú Thọ, Phú Thọ)
5. Bạch Tiến Liên (xã Phú Hộ, thị xã Phú Thọ,  Phú Thọ)
6. Vi Thái Bình (xã Võ Lao, huyện Thanh Ba, Phú Thọ)
7. Hà Anh Tuấn (xã Võ Lao, huyện Thanh Ba, Phú Thọ)
8. Lê Tuấn Phương (xã Đông Thành, huyện Thanh Ba, Phú Thọ)
9. Đoàn Thị Thanh Mai (xã Thanh Minh, thị xã Phú Thọ, Phú Thọ)
10. Đoàn Thị Hải Yến (thị xã Phú Thọ, Phú Thọ)
11. Chu Thị Thu Hiền (xã Đồng Lương, huyện Cẩm Khê, Phú Thọ)
12. Cao Hà Linh (xã Đồng Lương, huyện Cẩm Khê, Phú Thọ)
13. Trần Thị Thuyên (huyện Tam Nông, Phú Thọ)
14. Trương Hải Hà (thị trấn Sông Thao, huyện Cẩm Khê, Phú Thọ)
15. Nguyễn Toàn Thắng (xã Tiên Phú, huyện Phù Ninh, Phú Thọ)
16. Hoàng Việt Thắng (xã An Đạo, huyện Phù Ninh, Phú Thọ)
17. Hoàng Thị  Tình (xã Khải Xuân, huyện Thanh Ba, Phú Thọ)
18. Bùi Thị Thanh (xã Sơn Vi, huyện Lâm Thao, Phú Thọ)
19. Lưu Thanh Tùng (huyện Đoan Hùng, Phú Thọ)
20. Nguyễn Xuân Đức (thị xã Phú Thọ, Phú Thọ)
21. Hà Thị Nguyệt (xã Khải Xuân, huyện Thanh Ba, Phú Thọ)
22. Đào Viết Thương (xã Võ Lao, huyện Thanh Ba, Phú Thọ)
23. Nguyễn Thị Vân (xã Đồng Xuân, huyện Thanh Ba, Phú Thọ)
24. Một nạn nhân là nam giới chưa xác đinh danh tính

### Thiệt hại
Công trình nhà xưởng bị hư hỏng, một số nhà dân quanh xí nghiệp bị hư hại nặng. Tổng thiệt hại là 50 tỉ đồng bao gồm 20 tỷ là pháo hoa
Sức ép từ vụ nổ, hệ thống tường rào xây bằng gạch của Xí nghiệp 4 đã bị đổ gần như toàn bộ, tường rào của nhà cán bộ nhân viên xí nghiệp nằm cách xí nghiệp khoảng 100 m cũng đổ nát. Khung cảnh trong các ngôi nhà nằm cách xí nghiệp 100 m tan hoang do cửa kính nứt vỡ, đồ đạc đổ vỡ tung tóe, trần sụp...
Hàng chục nhà dân gần đó cũng hư hại.

## Nguyên nhân
Theo báo cáo ban đầu thì nguyên nhân do pháo hoa tự bốc cháy làm cháy và kho dẫn đến nổ và cháy và lan qua phân xưởng sản xuất. Sau đó nguyên lại được chỉnh lại thành do lỗi kĩ thuật.

## Phản ứng
Bộ Quốc phòng trích quỹ của hỗ trợ ngay cho mỗi gia đình có người chết 50 triệu đồng; mỗi người bị thương 10 triệu đồng. 
Bí thư Tỉnh ủy Phú Thọ Hoàng Dân Mạc cho biết: Ngay sau khi vụ việc xảy ra, tỉnh đã huy động lực lượng công an, quân đội, y tế phối hợp với Quân khu 2 tích cực tham gia công tác khắc phục hậu quả. Tỉnh Phú Thọ đã trích ngân sách hỗ trợ mỗi gia đình có người bị chết 5 triệu đồng; người bị thương 2 triệu đồng và 10 triệu đồng đối với những hộ có nhà bị cháy, đổ.